# Mã đậu linh lá to
Mã đậu linh lá to (danh pháp: Aristolochia kwangsiensis) là một loài thực vật có hoa trong họ Aristolochiaceae. Loài này được Chun & F.C.How ex S.Yun Liang mô tả khoa học đầu tiên năm 1975.